# Jambo (gioco)
Jambo è un gioco da tavolo creato da Rüdiger Dorn e distribuito nel 2004 in Germania da Kosmos e da Rio Grande Games nella sua versione Inglese. Nel gioco, i giocatori sono dei commercianti Africani prima che la colonizzazione portasse all'acquisto e alla vendita di merci.

## Premi e riconoscimenti
- 2000: Premio À la Carte: Gioco di carte dell'anno;
- 2005
  - Spiel des Jahres: gioco nominato
  - Deutscher Spiele Preis: ottava posizione.